# Antônio José Gonçalves Chaves

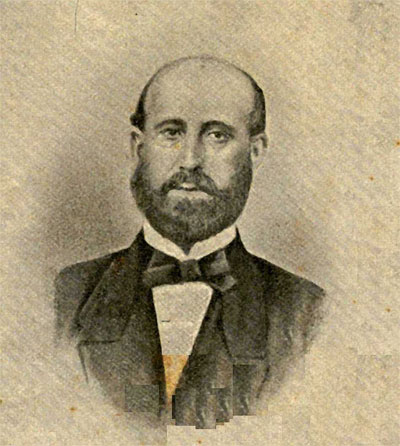
Antônio José Gonçalves Chaves.

Antônio José Gonçalves Chaves (São Tiago d’Ouro, c. 1781 — Montevidéu, 29 de julho de 1837)  foi um político, escritor, empresário e dono de charqueada luso-brasileiro.
Filho de Manuel José de Moraes e de Izabel Maria Gonçalves, casado com Maria do Carmo Secco e pai de Antônio José Gonçalves Chaves Filho. Nascido na comarca de Chaves, que incorporou ao nome ao chegar no Brasil, em 1805.[carece de fontes?]
Fazendeiro, construiu a Charqueada São João, em Pelotas, em 1810. Em 1820 hospedou em sua propriedade o botânico francês Auguste de Saint-Hilaire.
Abolicionista, propôs, em seu livro Memórias ecônomo-políticas, de 1822, a extinção do tráfico de escravos em 18 meses e, a longo prazo, a abolição. Além disso abordava o sistema de governo dos capitães generais, as municipalidades, a distribuição de terras no Brasil e a situação da Capitania do Rio Grande do Sul. Segundo seu próprio texto sobre a escravatura, Chaves, liberal, queria a abolição por uma questão econômica, achava que manter escravos num país continental era mais caro do que os alforriar e posteriormente tê-los como empregados.
Foi membro do conselho administrativo da província em 1824, do conselho geral da província de 1828 a 1830 e em 1832. Em 1832, foi o vereador da primeira legislatura da Câmara Municipal de Pelotas.
Foi pioneiro da navegação a vapor no Rio Grande do Sul em uma sociedade comercial. Juntamente com Domingos José de Almeida, que importou o motor dos Estados Unidos, construiu o primeiro barco a vapor no Brasil e o primeiro a navegar nas águas do Rio Grande do Sul, a barca Liberal, em 1832.
Foi o segundo deputado mais votado à 1ª Legislatura da Assembleia Legislativa Provincial do Rio Grande do Sul, em 1835. Com início da Revolução Farroupilha, juntou-se ao lado republicano.
Após o assassinato do professor de suas filhas, na Charqueada São João, retirou-se para o Uruguai, onde estabeleceu uma charqueada em Punta Rodeo. Faleceu em um naufrágio perto da ilha dos Ratos, no Uruguai, quando retornava para a sua charqueada e um temporal virou o pequeno barco em que navegava.